# Старченко, Виталий Иванович
Виталий Иванович Старченко — украинский поэт, переводчик и редактор, искусствовед, преподаватель.

## Биография
Родился 13 апреля 1947 года в городе Днепропетровске. Окончил факультет истории и теории искусств Киевского государственного художественного института (1975). Искусствовед. Член Национального Союза художников Украины. Работал преподавателем детской художественной школы, редактором республиканского издательства «Промінь». В настоящее время — научный сотрудник лаборатории фольклора, преподаватель кафедры изобразительного искусства Днепропетровского Национального университета (ДНУ).
Автор поэтических сборников «Коріння тиші», «Кроки до обрію», «Ружі паперові», «Млин Ерота», «Ненаситець», «Глина для Бога», «Хроматичний квадрат», «Білобережжя», соавтор поэтического сборника «Гурт», автор множества публикаций в украинской периодике и коллективных сборниках. Поэзия С. издавалась в переводах на русском и в оригинале в периодических изданиях России, Канады, Австралии и Израиля.
Лауреат литературных премий им. Ивана Сокульского и Павла Тычины.
Почётный участник молодёжной организации «Эксперимент».